# Награды Республики Тыва
Государственные награды Республики Тыва (тув. Тыва Республиканың күрүне шаңналдары) — награды субъекта Российской Федерации учреждённые Верховным Хуралом (парламентом) Республики Тыва, согласно Закону Республики Тыва от 24 декабря 1992 года № 388 «О государственных наградах Республики Тыва».
Государственные награды Республики Тыва являются высшей формой поощрения граждан республики за заслуги в области государственного строительства, экономики, науки, культуры, искусства и образования, в укреплении законности, охране здоровья и жизни, защите прав и свобод граждан, воспитании, развитии спорта, за значительный вклад в дело защиты Отечества и обеспечение безопасности, за активную благотворительную деятельность и иные заслуги перед республикой. В случаях, предусмотренных Законом, государственными наградами могут быть удостоены организации различных организационно-правовых форм.
В систему государственных наград Республики Тыва входят:
- орден Республики Тыва;
- орден «Буян-Бадыргы» I, II и III степени;

- медаль Республики Тыва «За доблестный труд»;
- звание «Мать-героиня Республики Тыва»;
- звание «Почётный гражданин Республики Тыва»;

- почётные звания Республики Тыва.

## Перечень наград

### Ордена
| Изображение награды | Наименование награды                                 | Дата учреждения      | Правила награждения | Источник |
| ------------------- | ---------------------------------------------------- | -------------------- | --- | --- |
|                     | Орден Республики Тыва бур. Тыва Республиканың ордени | 24 декабря 1992 года | Орденом Республики Тыва награждаются граждане Российской Федерации, иностранные граждане, а также организации различных организационно-правовых форм. Награждение орденом Республики Тыва производится: - за большие достижения в развитии промышленности, сельского хозяйства, строительства, транспорта, связи, торговли и других отраслей народного хозяйства, а также государственно-кооперативной, предпринимательской, фермерской и аратской деятельности; - за особые заслуги в области науки, культуры, литературы и искусства, в укреплении правопорядка, законности и обеспечении безопасности, успехи в обучении и воспитании подрастающего поколения, подготовке высококвалифицированных кадров, медицинском обслуживании населения, развитии физической культуры и спорта; - за активную деятельность, направленную на развитие и углубление всесторонних дружественных, экономических, научно-технических и культурных связей с республиками СНГ и других государств; - за особо плодотворную государственную и общественную деятельность; - за иные особо выдающиеся заслуги перед республикой. Орден Республики Тыва носится на левой стороне груди и располагается после государственных наград Российской Федерации и СССР. Руководители организаций, награждённых орденом, определяют места хранения ордена, обеспечивающие его сохранность и возможность ознакомления с ним работников организации. | Закон Республики Тыва от 24 декабря 1992 года № 388 «О государственных наградах Республики Тыва» ---                                               |
|                     | Орден «Буян-Бадыргы» I степени                       | 14 июня 2012 года    | Орденом «Буян-Бадыргы» награждаются граждане Российской Федерации, а также могут быть награждены иностранные граждане и лица без гражданства, за особо выдающиеся достижения, связанные с социально-экономическим развитием республики, научно-исследовательской деятельностью, развитием культуры и искусства, выдающимися спортивными достижениями, а также внесшие существенный вклад в дело укрепления мира, дружбы и сотрудничества между народами, и за иные особо выдающиеся заслуги перед республикой. Ордена «Буян-Бадыргы» могут быть удостоены организации различных организационно-правовых форм. Награждение орденом производится последовательно начиная с III степени к I степени. Награждённым выдается единовременное денежное вознаграждение в зависимости от степени ордена. Орден «Буян-Бадыргы» I степени носится на ленте, ордена II и III степени носятся на левой стороне груди. Руководители организаций, награждённых орденом «Буян-Бадыргы», определяют места хранения ордена, обеспечивающие его сохранность и возможность ознакомления с ним работников организации. | Закон Республики Тыва от 14 июня 2012 года № 1378 ВХ-I «О внесении изменений в Закон Республики Тыва "О государственных наградах Республики Тыва"» |
|                     | Орден «Буян-Бадыргы» II степени                      | 14 июня 2012 года    | См. «Правила награждения орденом «Буян-Бадыргы» I степени». | Закон Республики Тыва от 14 июня 2012 года № 1378 ВХ-I «О внесении изменений в Закон Республики Тыва "О государственных наградах Республики Тыва"» |
|                     | Орден «Буян-Бадыргы» III степени                     | 14 июня 2012 года    | См. «Правила награждения орденом «Буян-Бадыргы» I степени». | Закон Республики Тыва от 14 июня 2012 года № 1378 ВХ-I «О внесении изменений в Закон Республики Тыва "О государственных наградах Республики Тыва"» |

### Медали
| Изображение награды | Наименование награды                   | Дата учреждения      | Правила награждения | Источник                                                                                         |
| ------------------- | -------------------------------------- | -------------------- | --- | ------------------------------------------------------------------------------------------------ |
|                     | Медаль «За доблестный труд» (Мурнакчы) | 24 декабря 1992 года | Медалью Республики Тыва «За доблестный труд» (Мурнакчы) награждаются рабочие и специалисты народного хозяйства, работники науки и культуры, образования и здравоохранения, государственных учреждений и общественных организаций, а также другие граждане республики, внесшие своим самоотверженным трудом вклад в экономическое и социально-культурное развитие республики и проявившие при этом доблесть. Медалью могут быть награждены организации различных организационно-правовых форм. Медаль Республики Тыва «За доблестный труд» носится на левой стороне груди. Руководители организаций, награждённых медалью, определяют места хранения медали, обеспечивающие её сохранность и возможность ознакомления с ней работников организации. | Закон Республики Тыва от 24 декабря 1992 года № 388 «О государственных наградах Республики Тыва» |

### Юбилейные медали
| Изображение награды | Наименование награды                                                                    | Дата учреждения     | Правила награждения | Источник |
| ------------------- | --------------------------------------------------------------------------------------- | ------------------- | --- | --- |
|                     | Юбилейная медаль «100-летие единения России и Тувы и 100-летие основания города Кызыла» | 25 апреля 2013 года | Юбилейная медаль «100-летие единения России и Тувы и 100-летие основания города Кызыла» является памятным юбилейным знаком Правительства Республики Тыва и учреждается Главой Республики Тыва в ознаменование 100-летия единения России и Тувы и 100-летия основания города Кызыла. Юбилейной медалью отмечаются граждане, внёсшие значительный вклад в укрепление государственности, мира и дружбы, межнационального и межконфессионального согласия, развитие республики, за трудовые достижения и многолетнюю добросовестную работу. Награждение производится Указом Главы Республики Тыва, вручение — Главой Республики Тыва, либо иным лицом по его поручению. Вместе с юбилейной медалью «100-летие единения России и Тувы и 100-летие основания города Кызыла» награждённому вручается удостоверение установленного образца. | Указ Главы Республики Тыва от 25 апреля 2013 года № 106 «об учреждении юбилейной медали „100-летие единения России и Тувы и 100-летие основания города Кызыла“» |
|                     | Юбилейная медаль «60-летие вхождения Тувы в состав России»                              | апрель 2004 года    | Юбилейная медаль «60-летие вхождения Тувы в состав России» является памятным юбилейным знаком Правительства Республики Тыва и учреждается Главой Республики Тыва. Юбилейной медалью отмечаются граждане, внёсшие значительный вклад в укрепление государственности, мира и дружбы, межнационального и межконфессионального согласия, развитие республики, за трудовые достижения и многолетнюю добросовестную работу, а также почётные гости юбилейных торжеств. Вместе с юбилейной медалью «60-летие вхождения Тувы в состав России» награждённому вручается удостоверение установленного образца. | О медали «60-летие вхождения Тувы в состав России» (Тува-онлайн)                                                                                                |
|                     | Юбилейная медаль «100-летие образования Тувинской Народной Республики»                  | 29 января 2021 года | Юбилейная медаль «100-летие образования Тувинской Народной Республики» является памятным юбилейным знаком Правительства Республики Тыва и учреждается Главой Республики Тыва. Юбилейной медалью награждаются граждане за заслуги в содействии проведению социальной и экономической политики республики, за многолетнюю добросовестную работу. Вместе с юбилейной медалью вручается удостоверение установленного образца. | Указ об учреждении юбилейной медали «100-летие образования Тувинской Народной Республики»                                                                       |

### Почётные звания
| Изображение награды | Наименование награды                        | Дата учреждения      | Правила награждения | Источник                                                                                         |
| --- | ------------------------------------------- | -------------------- | --- | ------------------------------------------------------------------------------------------------ |
| Нагрудный знак Почётного гражданина | Звание «Почётный гражданин Республики Тыва» | 31 декабря 2010 года | Звание «Почётный гражданин Республики Тыва» присваивается гражданам в знак признания их личных особо выдающихся заслуг перед Республикой Тыва, способствовавших улучшению жизни населения республики, повышению авторитета и престижа Республики Тыва в России и за рубежом. Звание может присваиваться один раз в три года и не более чем одному человеку. Повторно звание «Почётный гражданин Республики Тыва» не присваивается. О присвоении звания «Почётный гражданин Республики Тыва» Глава Республики Тыва издаёт указ. Гражданам, которым присвоено звание «Почётный гражданин Республики Тыва», вручаются знак «Почётный гражданин Республики Тыва», который носится на шейной ленте, и удостоверение к знаку. Гражданам, которым присвоено звание, выплачивается единовременное денежное вознаграждение. | Закон Республики Тыва от 24 декабря 1992 года № 388 «О государственных наградах Республики Тыва» |
| Медаль «Мать-героиня Республики Тыва» | Звание «Мать-героиня Республики Тыва»       | 2 июля 2014 года     | Звание «Мать-героиня Республики Тыва» присваивается матерям, сохранившим семейные традиции, активно участвующим в общественной жизни, родившим и воспитавшим десять и более детей - достойных граждан Российской Федерации, проживающим на территории Республики Тыва не менее 10 последних лет и ранее не удостоенным звания «Мать-героиня», ордена «Материнская слава», медали «Медаль материнства». При присвоении звания учитываются: дети, усыновлённые матерью в установленном законом порядке; погибшие и пропавшие без вести при защите Отечества или исполнении иных обязанностей военной службы, либо при выполнении долга гражданина России по спасению человеческой жизни, охране государственной собственности и правопорядка, либо вследствие трудового увечья или профессионального заболевания. Матерям, которым присвоено звание, вручаются: - знак особого отличия - медаль «Мать-героиня Республики Тыва» и удостоверение к медали; - грамота о присвоении звания «Мать-героиня Республики Тыва»; - единовременное денежное вознаграждение. Медаль «Мать-героиня Республики Тыва» носится на левой стороне груди над орденами и медалями. Матери, удостоенные звания, пользуются льготами определёнными Законом. | Закон Республики Тыва от 24 декабря 1992 года № 388 «О государственных наградах Республики Тыва» |
| Заслуженный работник Республики Тыва Заслуженный животновод Республики Тыва Заслуженный коневод Республики Тыва Заслуженный работник образования Республики Тыва | Почётные звания Республики Тыва             | 20 февраля 2004 года | Почётные звания Республики Тыва присваиваются за особые заслуги в области производства, науки, здравоохранения, образования, культуры и искусства, а также за выдающиеся достижения и высокое мастерство в профессиональной деятельности. В Республике Тыва существуют следующие почётные звания: - почётное звание «Народный артист Республики Тыва»; - почётное звание «Народный врач Республики Тыва»; - почётное звание «Народный писатель Республики Тыва»; - почётное звание «Народный учитель Республики Тыва»; - почётное звание «Народный художник Республики Тыва»; - почётное звание «Народный хоомейжи Республики Тыва» (присваивается выдающимся исполнителям уникального горлового пения); - почётное звание «Заслуженный артист Республики Тыва»; - почётное звание «Заслуженный животновод Республики Тыва»; - почётное звание «Заслуженный коневод Республики Тыва»; - почётное звание «Заслуженный мастер Республики Тыва по конным скачкам»; - почётное звание «Заслуженный деятель искусств Республики Тыва»; - почётное звание «Заслуженный деятель науки Республики Тыва»; - почётное звание «Заслуженный работник здравоохранения Республики Тыва»; - почётное звание «Заслуженный работник культуры Республики Тыва»; - почётное звание «Заслуженный работник образования Республики Тыва»; - почётное звание «Заслуженный работник сельского хозяйства Республики Тыва»; - почётное звание «Заслуженный работник Республики Тыва» (присваивается рабочим, специалистам, инженерно-техническим и научным работникам); - почётное звание «Народный мастер Республики Тыва» (присваивается изготовителям изделий народных художественных промыслов); - почётное звание «Заслуженный юрист Республики Тыва»; - почётные звания «Кучутен моге Республики Тыва», «Чаан моге Республики Тыва», «Арзылан моге Республики Тыва» и «Начын моге Республики Тыва» (присваиваются за высокие спортивные результаты по тувинской национальной борьбе "Хуреш"). Почётные звания Республики Тыва присваиваются по представлениям коллегий соответствующих министерств, госкомитетов, ведомств и общественных организаций на основании решений глав администраций районов и городов. Лицам, которым присвоено почётное звание Республики Тыва, вручается удостоверение и нагрудный знак. | Закон Республики Тыва от 24 декабря 1992 года № 388 «О государственных наградах Республики Тыва» |

### Ведомственные знаки отличия
| Изображение награды            | Наименование награды                                        | Дата учреждения     | Правила награждения | Источник |
| ------------------------------ | ----------------------------------------------------------- | ------------------- | --- | --- |
|                                | Юбилейная медаль «За заслуги в развитии парламентаризма»    | 17 апреля 2019 года | Юбилейная медаль «За заслуги в развитии парламентаризма» является ведомственной наградой Верховного Хурала (парламента) Республики Тыва. Юбилейная медаль учреждена в честь празднования памятной даты, посвященной 25-летию со дня образования законодательного (представительного) органа государственной власти Республики Тыва — Верховного Хурала (парламента) Республики Тыва. Юбилейной медалью награждаются депутаты законодательного (представительного) органа государственной власти Республики Тыва, сотрудники аппарата законодательного (представительного) органа государственной власти Республики Тыва, должностные лица органов государственной власти Российской Федерации и Республики Тыва, депутаты представительных органов местного самоуправления, внесшие существенный вклад в развитие законодательства и парламентаризма. Юбилейной медали могут быть удостоены граждане Российской Федерации и иностранные граждане, внёсшие значительный вклад в развитие и укрепление межпарламентских связей. | Постановление Верховного Хурала Республики Тыва от 17 апреля 2019 года № 2172 ПВХ-2 «Об учреждении юбилейной медали Верховного Хурала (парламента) Республики Тыва "За заслуги в развитии парламентаризма"» |
|                                | Нагрудный знак «Отличник социальной защиты Республики Тыва» | 2019 год            | Нагрудным знаком «Отличник социальной защиты Республики Тыва» награждаются работники отрасли труда, занятости и социальной защиты Республики Тыва за добросовестный и безупречный труд, профессиональное мастерство, имеющие стаж работы в отрасли не менее 10 лет. Награждение Знаком производится в соответствии с приказом Министерства, подписанным министром труда и социальной политики Республики Тыва. Вручение Знака производится в торжественной обстановке министром труда и социальной политики Республики Тыва или по его поручению другими должностными лицами в коллективе, где работает награждённый. Награждённым Знаком выплачивается единовременная денежная премия за счёт средств организаций, в которых они работают. | Положение о нагрудном знаке «Отличник социальной защиты Республики Тыва» |
| Нагрудный знак лауреата премии | Премия Министерства культуры и кино Республики Тыва         | март 2011 года      | Премии Министерства культуры и кино Республики Тыва были учреждены в марте 2011 года с целью поощрения и морального стимулирования работников культуры и искусства Министерством культуры Республики Тыва. Всего учреждены 9 ежегодных премий в области культуры и искусства. Премии присуждаются республиканским и муниципальным учреждениям культуры и искусства Республики Тыва, руководителям учреждений, творческим коллективам, за профессионализм и высокие моральные ценности, молодым деятелям в области культуры и искусства на конкурсной основе за прошедший календарный год. | Вручение ежегодных премий Министерства культуры Республики Тыва в области культуры и искусства |